# Martin Krause

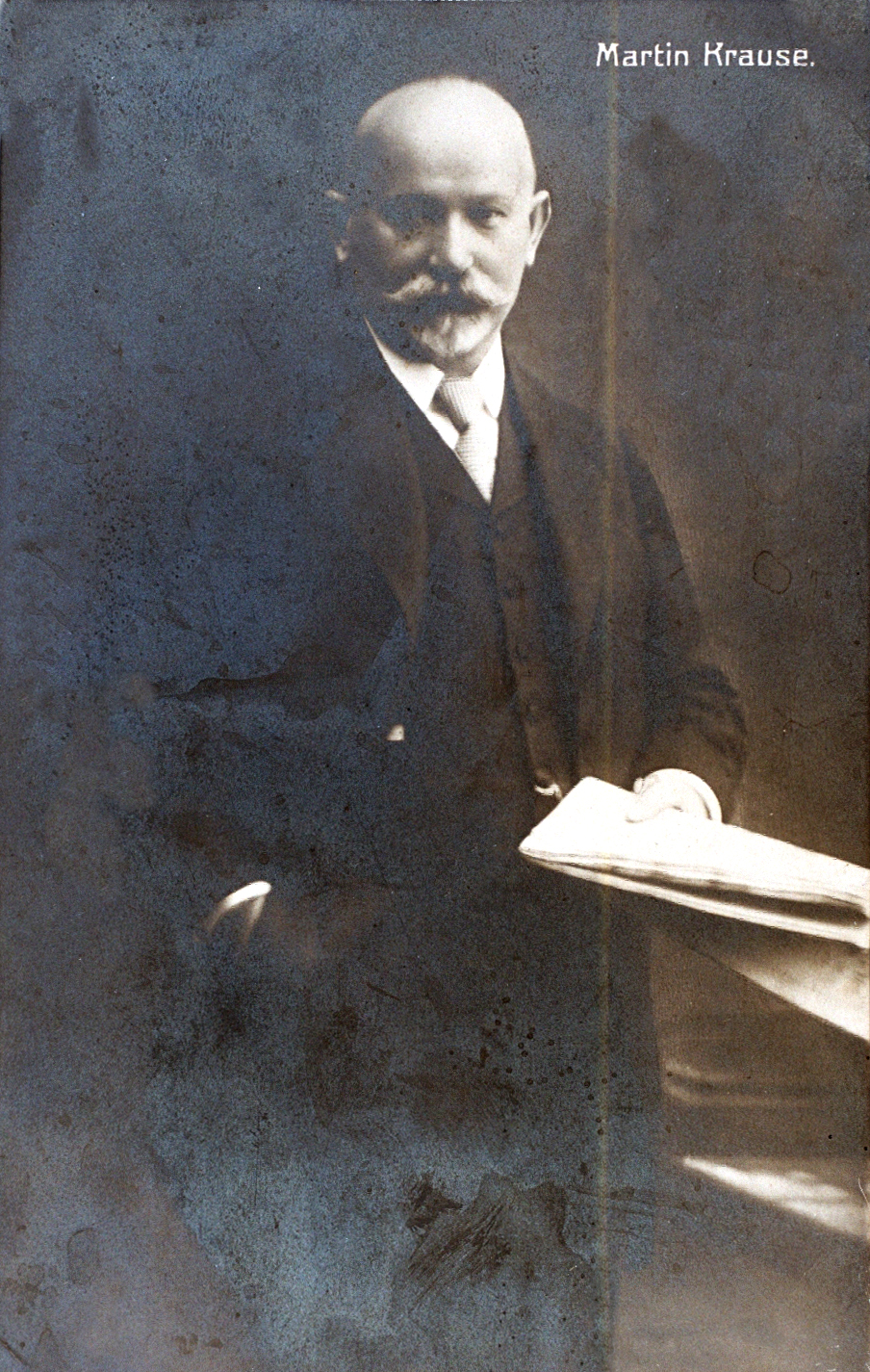
Martin Krause.

Martin Krause (Lobstädt, 17 giugno 1853 – Plattling, 2 agosto 1918) è stato un pianista e critico musicale tedesco, noto soprattutto come insegnante di pianoforte.

## Biografia
Nacque in Sassonia, figlio più giovane del maestro del coro e maestro di scuola della chiesa Johann Carl Friedrich Krause a Lobstädt. Frequentò inizialmente l'istituto di formazione per insegnanti a Borna, e successivamente divenne allievo di Franz Liszt affermandosi poi come insegnante di pianoforte e critico musicale a Lipsia, dove fondò l'associazione Franz-Liszt-Verein. Dal 1901 fu professore alla Royal Academy of Music di Monaco di Baviera, e almeno dal 1896 al 1911 al Conservatorio Stern di Berlino. Vittima della pandemia di influenza spagnola del 1918, morì il 2 agosto 1918 a Plattling.

## Opere
- Wagner-Kalender 1908 aus Anlass des 25. Todestages Richard Wagners (Wagner-Almanac 1908 in occasione del 25 ° anniversario della morte di Richard Wagner), a cura di Søren Kruse, Danmark, 1961.

## Allievi
Furono suoi allievi:
- Claudio Arrau (1903-1991) - Krause disse di Arrau: "Dieses Kind soll mein Meisterstück werden." ("Questo bambino è destinato a diventare il mio capolavoro.")
- Edwin Fischer (1886-1960)
- Lisy Fischer (1900-1999)
- Eva Limiñana (1895-1953)
- Manuel Ponce (1882-1948)
- Harry Puddicombe (1870-1953)
- Rosita Renard (1894-1949)
- Grete von Zieritz (1899-2001)